# Club Escacs Malgrat
El Club Escacs Malgrat és una entitat esportiva de Malgrat de Mar. Fou fundat el 1940 arran de la fusió del Club Escacs Mirror (1932) i el Club Escacs Capablanca (1934).
Guanyà diversos Campionats de Catalunya en diferents categories i la temporada 1994-95 fou subcampió de segona divisió. Un dels jugadors més destacats és Josep Garriga i Nualart, doble campió de Catalunya juvenil i subcampió d'Espanya en categoria juvenil, que també sobresortí en la pràctica dels escacs per correspondència. Organitza el trofeu internacional Costa Catalana.